# Горні Липовчани
45°46′ пн. ш. 16°32′ сх. д. / 45.77° пн. ш. 16.53° сх. д.
Горні Липовчани (хорв. Gornji Lipovčani) — населений пункт у Хорватії, у Б'єловарсько-Білогорській жупанії у складі міста Чазма.

## Населення
Населення за даними перепису 2011 року становило 103 осіб.
Динаміка чисельності населення поселення: